# 徒単阿里出虎
徒単 阿里出虎（とぜん ありしゅつこ、? - 1154年）は、金の女真族の貴族・軍人。熙宗の近身侍衛。熙宗を殺した10人の一人である。

## 生涯
父の抜改は太祖阿骨打に従って功績を挙げ、節度使など歴任した建国の功臣であり、遼王宗幹とは婚姻を結ぶなどの付き合いをしていた。皇統9年（1149年）、宗幹の息子である海陵王は熙宗の殺害を計画すると、自分の娘の完顔合女（後の栄国公主）と阿里出虎の子の朮斯剌を婚約させ、熙宗の護衛十人長を務めていた徒単阿里出虎に内応を持ちかけた。普段から凶暴と言われていた阿里出虎は「話が遅すぎる。廃立は男の仕事、主上に天下を保つ力はなく、全ての人望は貴方に集まっている。この謀は我の意志だ」と快諾した。12月9日に大興国の手引きで宮廷に侵入、熙宗の寝室に押し入ると、大興国の策略によって素手で立ち向かわざるを得なかった熙宗に初太刀を浴びせた。熙宗はこの後、僕散思恭にも斬られ、最後は海陵王によってとどめを刺されるという壮絶な最期を遂げることになる。
海陵王が即位すると右副点検となり、多大なる財貨を与えられた。子の朮斯剌は栄国公主の婿となり、昭毅大将軍駙馬都尉に任命された。その後、太原尹など要職を歴任したが、功績を立てたことに奢って阿里出虎は暴虐になっていた。
貞元2年（1154年）、占い師の高鼎が阿里出虎の運勢を占った。そこに王乞なる人物が絡んできて、王乞が阿里出虎には天命があると言ったので喜んだ。王乞が高鼎を誣告したところ、高鼎は阿里出虎と王乞の一件を持ち出したので、阿里出虎は処刑され、王乞ならびに阿里出虎の家族も死刑にされた。朮斯剌のみは妻の栄国公主のため死刑は免れたが、海陵王の命で、手ずから父の阿里出虎の遺体は焼かれて、骨灰は水中に捨てられたという。

## 伝記資料
- 『金史』巻132 列伝第70